# نوریوشی ساکای
نوریوشی ساکای (انگلیسی: Noriyoshi Sakai؛ زادهٔ ۹ نوامبر ۱۹۹۲) بازیکن فوتبال اهل ژاپن است.
از باشگاه‌هایی که در آن بازی کرده‌است می‌توان به باشگاه فوتبال آویسپا فوکوئوکا و باشگاه فوتبال آلبیرکس نیگاتا اشاره کرد.